# Eupeodes americanus
Eupeodes americanus là một loài ruồi trong họ Ruồi giả ong (Syrphidae). Loài này được Wiedemann mô tả khoa học đầu tiên năm 1830. Eupeodes americanus phân bố ở miền Tân bắc